# CA 에스투디안테스
클루브 아틀레티코 에스투디안테스(스페인어: Club Atlético Estudiantes)는 아르헨티나 부에노스아이레스주 카세로스를 연고로 하는 종합 스포츠 클럽으로 축구팀은 아르헨티나의 2부 리그인 프리메라 나시오날에 속해 있다. 축구팀 이외에도 핸드볼, 롤러스케이팅, 공수도, 태권도 팀이 있다.

## 수상
- 코파 데 콤페텐시아 호케이 클루브 (1): 1910
- 세군다 디비시온 (3): 1906[1][2], 1977, 1999–00
- 프리메라 C (4): 1903, 1904, 1942, 1966

## 선수 명단

### 현역
참고: FIFA 자격 규정에 따라 소속된 국가대표팀 국기를 표시합니다. 선수는 복수의 FIFA 비회원국 국적을 가지고 있을 수 있습니다.
| 번호 | 포지션 | 국적 | 이름 |
| ---- | ------ | ---- | ---- |

| 번호 | 포지션 | 국적 | 이름 |
| ---- | ------ | ---- | ---- |